# THE BEATLES/シェアスタジアム
- THE BEATLES/シェアスタジアム
- THE BEATLES シェアスタジアム

『THE BEATLES/シェアスタジアム』（The Beatles at Shea Stadium）は、1965年8月15日にシェイ・スタジアムで行なわれたビートルズのコンサートを収録したドキュメンタリー。ドキュメンタリーの監督はボブ・プレヒトが務めた。1966年3月1日にBBC Oneで初めて放送され、西ドイツでは同年8月2日、アメリカでは1967年1月10日にABCで放送された。日本でも1970年代にフィルムコンサートが開催された。
コンサートは、「ポピュラー音楽史上初となるスタジアムで行なわれたコンサート」として知られている。

## 制作
『THE BEATLES/シェアスタジアム』は、マンハッタンから会場へ向かうヘリコプターやフラッシング・メドウズ・コロナ・パークの楽屋でのビートルズのメンバーの姿など、コンサート当時の様子を14台のカメラで撮影され、55,000人以上のアメリカのビートルマニアによる絶叫やエド・サリヴァンによるオープニングMCなども収録された。
コンサートの模様は完全収録となっておらず、演奏された楽曲のうち「シーズ・ア・ウーマン」と「みんないい娘」は未収録となっている。ドキュメンタリーの公開にあたり、1966年1月5日にCTSスタジオで「アイ・フィール・ファイン」、「ディジー・ミス・リジー」、「涙の乗車券」、「キャント・バイ・ミー・ラヴ」、「ベイビーズ・イン・ブラック」、「ヘルプ!」、「アイム・ダウン」の7曲に対してオーバー・ダビングが施された。なお、「ツイスト・アンド・シャウト」と「アクト・ナチュラリー」の2曲については時間がなかったことから、前者は1965年のハリウッド・ボウル公演でのライブ音源に差し替えられ、後者は1965年に発売のアルバム『ヘルプ!』に収録のスタジオ音源に差し替えられた。
イギリスでは1966年3月1日にBBC Oneで放送。アメリカでは1967年1月10日にABCで放送されたほか、劇場公開も行なわれた。映画の宣伝広告は、ビートルズがハンブルク巡業を行なっていた時期からの友人であるクラウス・フォアマンがデザインを手がけた。

## セットリスト
- 出典は、2016年7月29日公開のロサンゼルス・タイムズ紙の記事[15]。
- 曲名横のカッコ内は作詞作曲者名。特記がない限り、作詞作曲はレノン＝マッカートニー。

1. ツイスト・アンド・シャウト - Twist and Shout（フィル・メドレー（英語版）、バート・ラッセル（英語版））
2. シーズ・ア・ウーマン - She's a Woman
  - ドキュメンタリーには未収録。
3. アイ・フィール・ファイン - I Feel Fine
4. ディジー・ミス・リジー - Dizzy Miss Lizzy（ラリー・ウィリアムズ）
5. 涙の乗車券 - Ticket to Ride
6. みんないい娘 - Everybody's Trying to Be My Baby（カール・パーキンス）
  - ドキュメンタリーには未収録。
7. キャント・バイ・ミー・ラヴ - Can't Buy Me Love
8. ベイビーズ・イン・ブラック - Baby's in Black
9. アクト・ナチュラリー - Act Naturally（ヴォニ・モリソン、ジョニー・ラッセル（英語版））
10. ア・ハード・デイズ・ナイト - A Hard Day's Night
11. ヘルプ! - Help!
12. アイム・ダウン - I'm Down

## その後のリリース
1978年に『THE BEATLES/シェアスタジアム』はビデオカセットとして発売されたが、現在ではビートルズのカタログから削除されている。その後シェイ・スタジアム公演のライブ映像は、1995年に公開されたドキュメンタリー・シリーズ『ザ・ビートルズ・アンソロジー』や、2015年に制作された「エイト・デイズ・ア・ウィーク」のミュージック・ビデオで使用された。
シェイ・スタジアム公演でのライブ音源は、『Shea!/Candlestick Park』など多数の海賊盤を通して発売されたほか、1996年にアップル・レコードから発売された『ザ・ビートルズ・アンソロジー2』には同公演から「みんないい娘」のライブ音源が収録された。
2016年9月15日にロン・ハワードが監督を務めたドキュメンタリー『ザ・ビートルズ〜EIGHT DAYS A WEEK - The Touring Years』が公開され、シェイ・スタジアム公演の映像が同時上映された。映画内では4Kリマスターで編集され、三塁側にいたファンによって撮影された未公開の16mmカラー映像も使用された。サウンドは、ジャイルズ・マーティンによってリマスタリングされた音源が使用された。